# Williams International
 (janvier 2019).
Williams International est un fabricant américain de petits moteurs d'avion (turboréacteur), basé à Pontiac, dans l'état du Michigan, aux États-Unis. Il produit des réacteurs pour des missiles de croisière et des petits avions à réaction.

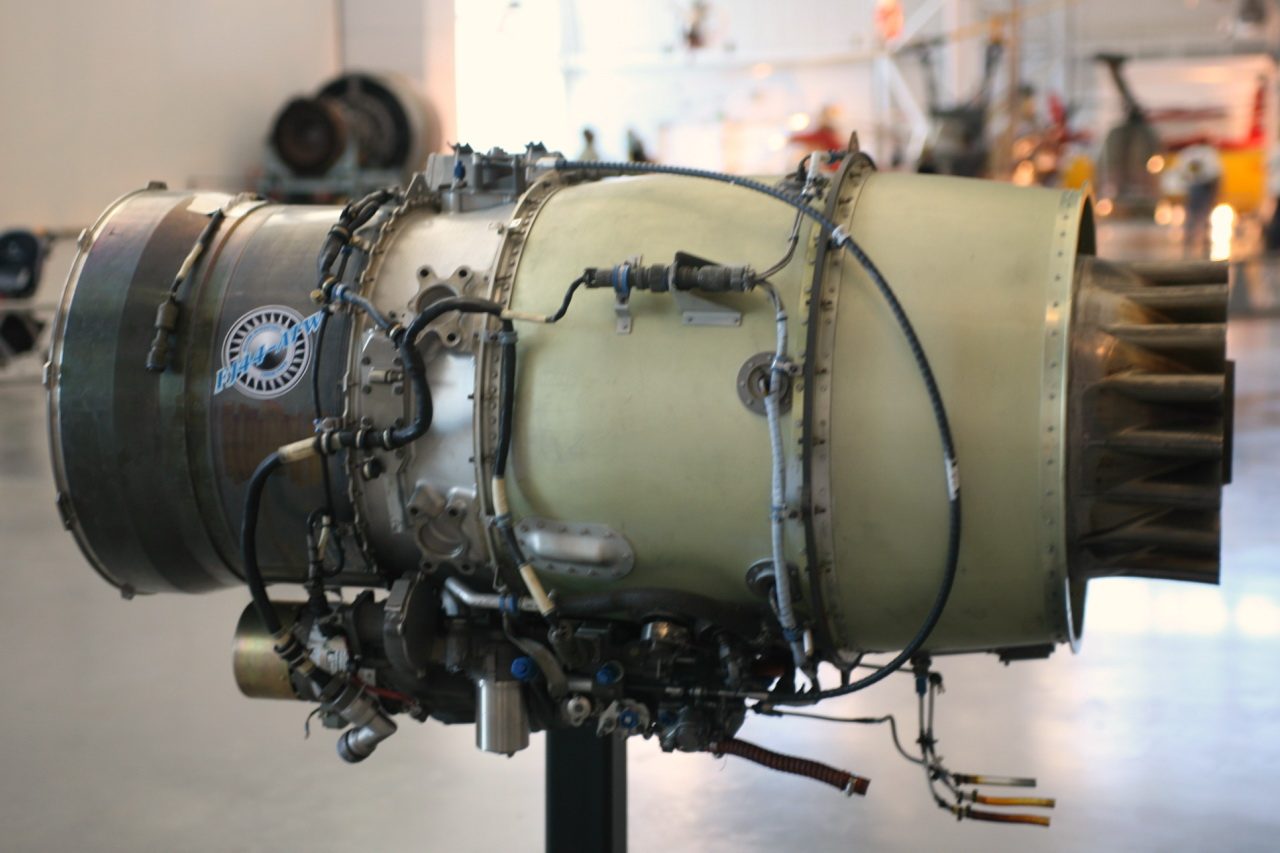
Turboréacteur Williams FJ44

## Historique
L'entreprise a été créée en 1954 par Sam B. Williams, ancien employé du constructeur automobile Chrysler, pour la réalisation des petits turboréacteurs, afin d'être utilisés pour les missiles et les petits avions. Initialement portant le nom de Williams Research Corporation, l'entreprise est renommée Williams International en 1981.

## Produits
Les produits actuels de Williams International se résume à des petits réacteurs, à savoir FJ33, FJ44-1AP, FJ44-2, FJ44-3 et FJ44-4, avec des poussées allant de 4,4 kN à 3600 lbf (1632.93 kgf).
Les caractéristiques des moteurs sont les suivantes (selon le constructeur) :

### FJ33
- Poussée : de 4,4 à 8 kN ; longueur : 97,79 cm ; poids 136,08 kg[2].
- avions utilisant le moteur : Cirrus Vision SF50 et Diamond D-Jet[3].

### FJ44-1AP
- Poussée : de 1900 à 2100 lbf (861.83 à 952.54 kgf) ; longueur : 105,6 cm ; diamètre : 52,58 cm ; poids : 208,65 kg[4].
- avions utilisant le moteur : Cessna CJ1 ; Cessna CJ1+ ; Cessna M2[5] et Saab SK60[6].

### FJ44-2
- Poussée : de 2300 à 2400 lbf (1043.26 à 1088.62 kgf) ; longueur : 119,89 cm ; diamètre 55,372 cm[7].
- avions utilisant le moteur : Beechcraft Premier I ; Cessna CJ2 ; Sierra Industries FJ44 Stallion and Eagle II ; Scaled Composites Proteus ; Syberjet SJ30 ; SpiritWing (Learjet 25) et Virgin Atlantic GlobalFlyer[8].

### FJ44-3
- Poussée : 3000 lbf (1360.78 kgf) ; longueur 121,92 cm ; diamètre : 58,42 cm[9].
- avions utilisant le moteur : Cessna CJ2+ ; Cessna CJ3+ ; Sierra Industries Super II and Super S-II et Nextant 400XTi[10].

### FJ44-4
- Poussée : 3600 lbf (1632.93 kgf) ; longueur 134,11 cm ; diamètre : 64,26 cm ; Poids : 294,84 kg[11].
- avions utilisant le moteur : Cessna CJ4 ; Hawker 400XPR et Pilatus PC-24[12],[13]